# Wilhelm Kuntner

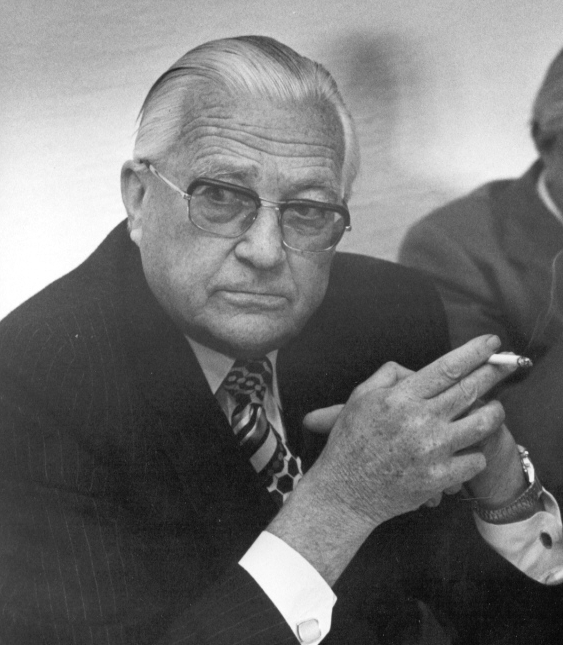
Wilhelm Kuntner

Wilhelm Kuntner (* 17. November 1915 in Bruck a. d. Mur; † 21. Mai 2001 in Wien) war ein österreichischer General der Panzertruppe und Militärdiplomat.

## Leben
Nach der Matura 1936 diente er sein Einjährig-Freiwilligenjahr im Dragonerregiment Nr. 1 des Bundesheeres. 1938 wurde er wieder einberufen und im November dieses Jahres wurde er in der deutschen Wehrmacht als Offiziersanwärter an die Kriegsschule Dresden kommandiert. Am 1. September 1939 wurde er zum Leutnant befördert und nahm am Überfall auf Polen teil. Bald erwarb er sich einen Ruf als Nachschubexperte und wurde in den beiden nächsten Jahren auf diesem Gebiet eingesetzt, ab 1941 an der Ostfront. Bei einem Kampfeinsatz im Kaukasus 1942 wurde er leicht verwundet. Später wurde er Kompanieführer in der Panzertruppe in verschiedenen Einsatzgebieten, zuletzt bei den Abwehrkämpfen in Ungarn. Knapp vor Kriegsende abermals verwundet, konnte er sich nach seiner Entlassung aus dem Lazarett zu seiner Familie nach Bruck durchschlagen. Bei Kriegsende war er Hauptmann.
Nach seiner Heimkehr trat er bereits am 31. Dezember 1951 seinen Dienst als Rittmeister bei der B-Gendarmerie an. Im April 1955 wurde er Kommandant der „Fahreinheit Steiermark“, einer gepanzerten Aufklärungstruppe. Nach Abschluss des Staatsvertrages wurde dieser Verband nach Hörsching verlegt und bildete den Grundstock der späteren Panzertruppenschule. Am 31. Jänner 1956 wurde Kuntner zum Hauptmann befördert und mit 1. September zum Kommandanten des neu aufgestellten Panzerbataillons 4 in Graz bestellt. Ab August 1958 war er Hörer des 2. Generalstabskurses, nach dessen Beendigung er am 1. September 1960 zum Chef des Stabes der 9. Panzerbrigade bestellt wurde. In dieser Funktion war er – seit 4. Jänner 1961 als Major des Generalstabs – der engste Mitarbeiter und Vertraute des Kommandanten, Oberst Emil Spannocchi, beim Aufbau des ersten gepanzerten Verbandes des Bundesheeres. Anfang 1963 erfolgte die Umgliederung des Verbandes zur Panzergrenadierbrigade und die Umstellung auf ein neues Ausbildungssystem. Immer wieder kam ihm dabei sein umfangreiches Wissen, sein scharfer Intellekt, seine blendende Formulierungskunst und sein subtiler Humor zugute.

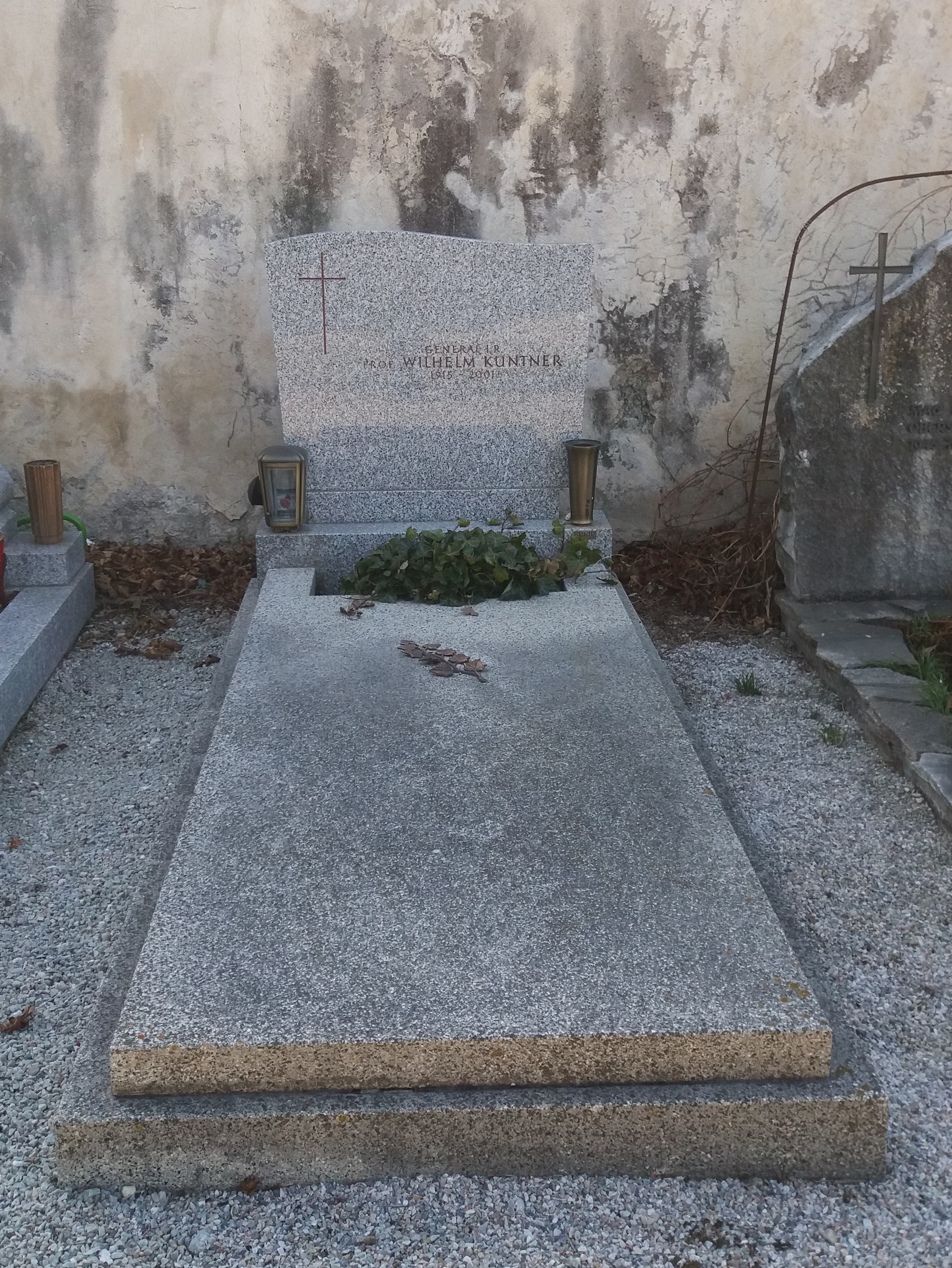
Grabstätte Kuntners auf dem Friedhof der Theresianischen Militärakademie

Nachdem Spannocchi Mitte 1963 das Kommando der Stabsakademie übernommen hatte, holte er bald seinen erprobten Mitarbeiter Kuntner an diese Institution. Seit 2. September 1964 war er deren stellvertretender Kommandant und Kommandant der Lehrgruppe „Umfassende Landesverteidigung“. In dieser Funktion publizierte er zahlreiche Artikel über sicherheitspolitische Themen und gestaltete auch durch fünf Jahre hindurch eine wöchentliche Rundfunksendung „Strategische Rundschau“. Hierfür erhielt er den Österreichischen Staatspreis für publizistische Leistungen im Interesse der Geistigen Landesverteidigung (1969). Ab 1973 war Generalmajor Kuntner Mitglied der österreichischen Delegation bei der „Konferenz für Zusammenarbeit und Sicherheit in Europa“ (KSZE). Er war Koordinator für die Agenda „Militärische Aspekte“ und Hauptsprecher der „Gruppe der Neutralen und Allianzfreien“ in der Konferenz. Er war an der Formulierung der Schlussakte von Helsinki 1975 und  auch an der 1. Folgekonferenz in Belgrad beteiligt. 1975 wurde er mit der Führung der Landesverteidigungsakademie betraut und war ab 1976 deren Kommandant, seit 1. Juli 1976 als General der Panzertruppe.
Aufgrund seiner Verdienste und vor allem seiner publizistischen Tätigkeit wurde ihm 1990 vom Bundespräsidenten der Berufstitel „Professor“ verliehen. Wilhelm Kuntner ist auf dem Friedhof der Theresianischen Militärakademie in Wiener Neustadt beigesetzt.

## Würdigung
Kuntner hatte nicht nur die Entwicklung der Landesverteidigungsakademie zu einer anerkannten militärwissenschaftlichen und sicherheitspolitischen Hochschule vorangetrieben, sondern auch auf dem Gebiet der Militärdiplomatie neue Maßstäbe gesetzt und an der Öffnung des Bundesheeres für dessen kommende internationale Aufgaben mitgearbeitet. Er hat damit auch jene Grundlagen geschaffen, auf denen seine Nachfolger – in der Landesverteidigungsakademie General Lothar Brósch-Fohraheim und in der militärdiplomatischen Arbeit in der KSZE Generalleutnant Karl Liko – weiterbauen konnten. Wesentlich war auch sein Anteil an der Entwicklung der Umfassenden Landesverteidigung und an der Erstellung des Landesverteidigungsplanes. In enger Zusammenarbeit mit dem Leiter der Koordinationsstelle des Bundeskanzleramtes, Sektionschef Brigadier Richard Bayer, war er zwischen 1976 und 1985 an dessen Erstellung und Endredaktion maßgeblich beteiligt. Seit seiner Teilnahme am Aufbau der österreichischen Panzertruppe in Hörsching und Götzendorf blieb er auch mit seinen damaligen Mitstreitern  und Kameraden, darunter den späteren Generalen Friedrich Adrario, Günther Hoy, Robert Lang, Karl Wohlgemuth und vielen anderen eng verbunden. Unbürokratische Haltung, Praxisnähe, Verantwortungsbewusstsein, aber auch die Kunst, Feste zu feiern und selbst in schwierigen Lagen heitere Gelassenheit zu bewahren, haben Kuntner und die anderen „Götzendorfer“ ihren jüngeren Kameraden vorgelebt.